# Folmar von Karden

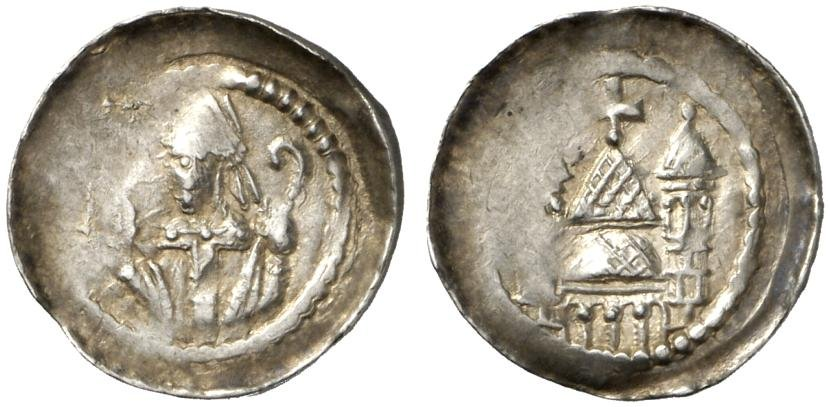
Silberpfennig von Folmar von Karden (oder von Rudolf von Wied), um 1186–1189.

Folmar (auch Fulmar, Vollmar, Formal, Formator usw.), genannt von Karden oder von Blieskastel (* um 1135; † 1189 in Trier), war Erzbischof von Trier von 1183 bis 1189, der letzte, der nicht zugleich Kurfürst war. Folmar galt als Gegenspieler des Kaisers Friedrich I. Barbarossa im Investiturstreit. Der Historiker Bernhard von Simson nannte Folmar einen „unruhigen, ehrgeizigen und harten Mann“.

## Lebenslauf
Er stammte vielleicht aus dem gräflichen Haus von Bliescastel. Folmar war Probst des Stiftes St. Kastor in Karden und von 1163 bis 1183 Archidiakon in Trier und Metz. Er wurde von Papst Lucius III. zum Erzbischof berufen, wogegen Barbarossa den Trierer Dompropst Rudolf von Wied als Erzbischof investierte. Der Streit war erst 1189 durch den Tod Folmar von Kardens hinfällig. Unterstützt wurde Folmar vom Kölner Erzbischof Philipp von Heinsberg. Philipp ließ in Zeltingen eine Kölner Burg errichten.
Nach der Chronik von Roger von Hoveden war „Formalis Treverensis archiepiscopus“ einer der Prälaten, die bei der Krönung von König Richard Löwenherz konzelebriert hatten; er starb im selben Jahr im Exil in Northampton.